# Ortles - Monte Madaccio nel Parco Nazionale dello Stelvio
Ortles - Monte Madaccio nel Parco Nazionale dello Stelvio este o arie protejată (arie specială de conservare — SAC, sit de importanță comunitară — SCI, arie de protecție specială avifaunistică — SPA) din Italia întinsă pe o suprafață de 4.188 ha, integral pe uscat.

## Localizare
Centrul sitului Ortles - Monte Madaccio nel Parco Nazionale dello Stelvio este situat la coordonatele 46°31′53″N 10°31′21″E / 46.5314°N 10.5225°E.

## Înființare
Situl Ortles - Monte Madaccio nel Parco Nazionale dello Stelvio a fost declarat sit de importanță comunitară în septembrie 1995 pentru a proteja 1 specie de plante și 14 specii de animale. Alte tipuri de protecție:
- arie de protecție specială avifaunistică (în august 2000)[2]
- arie specială de conservare (în mai 2017)[1][3][4]

## Biodiversitate
Situată în ecoregiunea alpină, aria protejată conține 12 habitate naturale: Pante stâncoase silicioase cu vegetație casmofită, Pajiști alpine și boreale, Grohotișuri silicioase de la nivelul montan până la nivelul zăpezii (Androsacetalia alpinae și Galeopsietalia ladani), Pante stâncoase calcaroase cu vegetație casmofită, Tufărișuri cu Pinus mugo și Rhododendron hirsutum (Mugo-Rhododendretum hirsuti), Grohotișuri calcaroase și de șisturi calcaroase de la nivelul montan până la nivelul alpin (Thlaspietea rotundifolii), Păduri alpine de Larix decidua și/sau Pinus cembra, Păduri acidofile de Picea de la nivel montan la nivel alpin (Vaccinio-Piceetea), Pajiști alpine și subalpine calcaroase, Ghețari permanenți, Râuri de munte și vegetația erbacee de pe malurile acestora, Pajiști boreale și alpine pe substrat silicios.
La baza desemnării sitului se află mai multe specii protejate:
- plante (1): papucul doamnei (Cypripedium calceolus)
- păsări (12): minunița (Aegolius funereus), potârnichea de stâncă (Alectoris graeca saxatilis), acvilă de munte (Aquila chrysaetos), cocoșul de mesteacăn (Bonasa bonasia), ciocănitoare neagră (Dryocopus martius), șoim călător (Falco peregrinus), Lagopus muta helvetica, viespar (Pernis apivorus), ciocănitoare de munte (Picoides tridactylus), ciocănitoare verzuie (Picus canus), sturz (Turdus pilaris), sturzul de vâsc (Turdus viscivorus)
- mamifere (1): urs brun (Ursus arctos)
- nevertebrate (1): fluturele auriu (Euphydryas aurinia)

Pe lângă speciile protejate, pe teritoriul sitului au mai fost identificate 13 specii de plante, 8 specii de păsări, 1 specie de amfibieni, 5 specii de mamifere, 1 specie de nevertebrate, 1 specie de reptile.